# Thiofosgeen
Thiofosgeen is een zeer toxische en corrosieve anorganische verbinding van koolstof, chloor en zwavel, met als brutoformule CSCl2. De stof komt voor als een rode vloeistof, die goed oplosbaar is in hydroxiden, amines en polaire organische oplosmiddelen. Vanwege de twee reactieve C-Cl-bindingen wordt het bij diverse organische syntheses gebruikt. De molecule neemt een trigonaal planaire structuur aan, doordat het centrale koolstofatoom sp2-gehybridiseerd is.

## Synthese
Thiofosgeen wordt in een tweestapsproces bereid vanuit koolstofdisulfide. Tijdens de eerste stap wordt koolstofdisulfide gechloreerd tot trichloormethaansulfenylchloride en zwavelchloride:
{\displaystyle {\ce {CS2 + 3Cl2 -> CCl3SCl + S2Cl2}}}
Deze chlorering moet nauwlettend gecontroleerd worden, omdat een overmaat aan chloorgas aanleiding geeft tot vorming van tetrachloormethaan. Via een stoomdestillatie wordt het trichloormethaansulfenylchloride gescheiden van het zwavelchloride, dat gehydrolyseerd wordt. De reductie van dit trichloormethaansulfenylchloride met een metaal (M) leidt tot de vorming van thiofosgeen:
{\displaystyle {\ce {CCl3SCl + M -> CSCl2 + MCl2}}}